# Angraecum striatum
Angraecum striatum là một loài thực vật có hoa trong họ Lan. Loài này được Thouars mô tả khoa học đầu tiên năm 1822.